# Cúp bóng đá Estonia 2011–12
Cúp bóng đá Estonia 2011–12 là mùa giải thứ 22 của giải đấu bóng đá loại trực tiếp ở Estonia tổ chức bởi Hiệp hội bóng đá Estonia. Đội đoạt cúp giành quyền tham gia vòng loại thứ nhất của UEFA Europa League 2012–13.

## Vòng 128 đội
Lễ bốc thăm được tiến hành bởi Hiệp hội Bóng đá Estonia vào ngày 15 tháng Sáu.
| Đội 1            | Tỉ số        | Đội 2       |
| ---------------- | ------------ | ----------- |
| Olympic          | 6–1          | Kiiu        |
| Kaitseliit Kalev | 1–7          | Viljandi    |
| Ararat TTÜ       | 3–1          | Tulevik     |
| Tabasalu         | 9–1          | Twister     |
| HaServ           | 2–4          | Trans       |
| Kalju            | 14–0         | Kalju III   |
| Noorus           | 1–1 pen. 5–4 | Saue Laagri |
| Kalev Juunior    | 1–4          | Järva-Jaani |
| Toompea 1994     | 1–12         | Orbiit      |
| Maardu           | đi tiếp      | Kose        |
| Akhtamar         | 4–2          | Warrior II  |
| Welco Elekter    | 1–0          | Kalev III   |
| Igiliikur        | 1–2          | Tapa        |
| Reaal            | 1–9          | Pärnu LM    |
| Warrior          | 1–5          | Tammeka II  |
| Infonet          | 8–0          | Haiba       |
| aameraaS         | 2–10         | Kalev       |
| Nõmme Utd        | 1–3          | Keila       |
| Rada             | 2–1          | Tabivere    |
| Elva             | 1–x1         | Luunja      |
| Lelle            | 2–1          | Emmaste     |
| Lasnamäe Ajax    | 0–6          | Kuressaare  |
| Joker 1993       | 5–0          | Otepää II   |
| Jalgpallihaigla  | 0–17         | Flora       |
| Levadia          | 8–0          | Lootus      |
| EMÜ              | 1–9          | Otepää      |

1 Luunja sử dụng một cầu thủ không hợp lệ, kết quả ban đầu là 1–0, nhưng phần thắng dành cho Elva với tỉ số 1–x.

## Vòng 64 đội
Lễ bốc thăm diễn ra vào ngày 21 tháng Bảy.
| Đội 1            | Tỉ số               | Đội 2               |
| ---------------- | ------------------- | ------------------- |
| Paide LM         | 8–0                 | Tabsalu II          |
| Rada             | 0–3                 | Viljandi            |
| Joker 1993       | 3–0                 | Olympic             |
| Levadia          | 1–1 a.e.t. pen. 5–4 | Kalju               |
| Kärdla LM        | 1–3                 | Puuma               |
| Flora II         | 3–0                 | Premium             |
| Suema            | 2–3                 | Ararat-TTÜ          |
| Võru             | 5–0                 | Mercury             |
| Kalju II         | 10–1                | Kaitseliit Kalev II |
| Saaremaa JK      | đi tiếp             | Saku Sporting       |
| Maardu           | 4–0                 | Atli                |
| Visadus          | 0–2                 | Navi                |
| Sillamäe Kalev   | 6–0                 | Tammeka II          |
| Orbiit           | 9–1                 | Aspen               |
| Tapa             | 0–8                 | Tallinna Kalev      |
| Kiviõli          | 8–1                 | Tääksi              |
| Quattromed       | 0–5                 | Pärnu LM            |
| Trans            | 7–0                 | Legion              |
| Kuressaare       | 7–0                 | Ambla               |
| Pokkeriprod      | 0–24                | Tammeka             |
| Welco Elekter    | 5–2                 | Loo                 |
| Flora            | 13–0                | Lelle               |
| Soccernet        | 4–3                 | Akhtamar            |
| Tallinna Ülikool | 2–3                 | Ganvix              |
| Elva             | 3–3 a.e.t. pen. 3–0 | Noorus-96           |
| Kristiine        | 0–9                 | Infonet             |
| Lootos           | 6–1                 | Järva-Jaani         |
| Kumake           | 1–0                 | Sörve               |
| Leisi            | 2–2 a.e.t. pen. 5–4 | Piraaja             |
| Tarvas           | 5–0                 | Eston Villa         |
| Keila            | đi tiếp             | Tabasalu            |
| Otepää           | 3–0                 | Metropool           |

## Vòng 32 đội
Lễ bốc thăm diễn ra vào ngày 4 tháng Tám.
| Đội 1      | Tỉ số               | Đội 2         |
| ---------- | ------------------- | ------------- |
| Orbiit     | 0–3                 | Viljandi      |
| Kiviõli    | 1–3                 | Paide LM      |
| Pärnu LM   | 13–0                | Soccernet     |
| Sillamäe   | 8–0                 | Võru          |
| Trans      | 9–0                 | Navi          |
| Kuressaare | 2–1                 | Welco Elekter |
| Elva       | 1–2                 | Maardu        |
| Kalju II   | 4–4 a.e.t. pen. 3–4 | Lootos        |
| Flora II   | 2–1                 | Ararat-TTÜ    |
| Kumake     | 3–2                 | Ganvix        |
| Leisi      | 0–1                 | Saaremaa JK   |
| Puuma      | 1–4                 | Flora         |
| Levadia    | 5–0                 | Infonet       |
| Joker 1993 | 1–4                 | Tammeka       |
| Keila      | 2–5                 | Tarvas        |
| Otepää     | 0–7                 | Kalev         |

## Vòng 16 đội
Lễ bốc thăm diễn ra vào ngày 6 tháng Chín.
| Đội 1       | Tỉ số                  | Đội 2      |
| ----------- | ---------------------- | ---------- |
| Kumake      | 0–1                    | Flora II   |
| Viljandi    | 2–1 a.e.t.             | Tarvas     |
| Lootos      | 0–9                    | Flora      |
| Trans       | 6–0                    | Maardu     |
| Saaremaa JK | 1–4                    | Pärnu LM   |
| Paide LM    | 3−3 (h.p.) 7−6 (ph.đ.) | Sillamäe   |
| Tammeka     | 7−0                    | Kuressaare |
| Levadia     | 4−1                    | Kalev      |

## Tứ kết
Lễ bốc thăm diễn ra vào ngày 8 tháng 3 năm 2012, vào lúc khởi đầu của mùa giải. The matches will be played on 24–25 April.
| 24 tháng 4 năm 2012 | Bản mẫu:Fb team Trans        | 2 − 1    | Bản mẫu:Fb team Tammeka | Narva                                                                                |  |
| 18:00 UTC+3         | Kazakov 13' · Leontovitš 71' | Chi tiết | 43' (l.n.) Ekobena      | Sân vận động: Narva Kreenholmi Stadium Lượng khán giả: 53 Trọng tài: Toomas Nõmmiste |  |

| 24 tháng 4 năm 2012 | Bản mẫu:Fb team Flora                            | 3 − 0    | Bản mẫu:Fb team FCViljandi | Tallinn                                                                |  |
| 18:45 UTC+3         | Minkenen 64' · Mashichev 75' · Beglarishvili 84' | Chi tiết |                            | Sân vận động: A. Le Coq Arena Lượng khán giả: 182 Trọng tài: Jaan Roos |  |

| 25 tháng 4 năm 2012 | Bản mẫu:Fb team Paide LM                       | 4 − 0    | Bản mẫu:Fb team Pärnu LM | Paide                                                                          |  |
| 18:00 UTC+3         | Tikenberg 5' · Nõmme 30' · Kald 50' · Kõll 63' | Chi tiết |                          | Sân vận động: Paide linnastaadion Lượng khán giả: 145 Trọng tài: Juri Frischer |  |

| 25 tháng 4 năm 2012 | Bản mẫu:Fb team Flora II | 0 − 2    | Bản mẫu:Fb team Levadia | Tallinn                                                                     |  |
| 18:00 UTC+3         |                          | Chi tiết | 15' Toomet · 68' Hunt   | Sân vận động: Sportland Arena Lượng khán giả: 168 Trọng tài: Roomer Tarajev |  |

## Bán kết
Lễ bốc thăm các trận bán kết diễn ra vào ngày 26 tháng 4 năm 2012.
| 8 tháng 5 năm 2012 | Bản mẫu:Fb team Paide LM | 0 – 1    | Bản mẫu:Fb team Trans | Paide                                                                          |  |
| 18:45 UTC+3        |                          | Chi tiết | 16' Borisovs          | Sân vận động: Paide linnastaadion Lượng khán giả: 188 Trọng tài: Kristo Tohver |  |

| 8 tháng 5 năm 2012                                  | Bản mẫu:Fb team Levadia | 0 – 0 (s.h.p.) (5 – 4 p)                         | Bản mẫu:Fb team Flora | Tallinn                                              |  |
| 18:45 UTC+3                                         |                         | Chi tiết                                         |                       | Sân vận động: Maarjamäe staadion Lượng khán giả: 355 |  |
|                                                     |                         | Loạt sút luân lưu                                |                       |                                                      |  |
| - Morozov - Subbotin - Kaljumäe - Toomet - Artjunin |                         | - Frolov - Minkenen - Luts - Mashichev - Luigend |                       |                                                      |  |

## Chung kết
Trận chung kết diễn ra vào ngày 26 tháng 5 năm 2012 trên sân A. Le Coq Arena.
| 26 tháng 5 năm 2012 | Bản mẫu:Fb team Trans | 0 – 3    | Bản mẫu:Fb team Levadia                      | Tallinn                                                                       |  |
| 17:00 UTC+3         |                       | Chi tiết | 40' Podholjuzin · 65' Artjunin · 81' Morozov | Sân vận động: A. Le Coq Arena Lượng khán giả: 3,007 Trọng tài: Roomer Tarajev |  |